# Appenzell Ausserrhoden
Appenzell Ausserrhoden – kanton we wschodniej Szwajcarii. Siedzibą rządu i parlamentu jest Herisau, natomiast władzy sądowniczej – Trogen.
Do 1995 kanton dzielił się na trzy okręgi (Bezirk):
- Hinterland
- Mittelland
- Vorderland.

Kanton Appenzell Ausserrhoden powstał w 1597 roku, wówczas jako półkanton, z podziału kantonu Appenzell, który to należał do Starej Konfederacji Szwajcarskiej od 1513 roku.

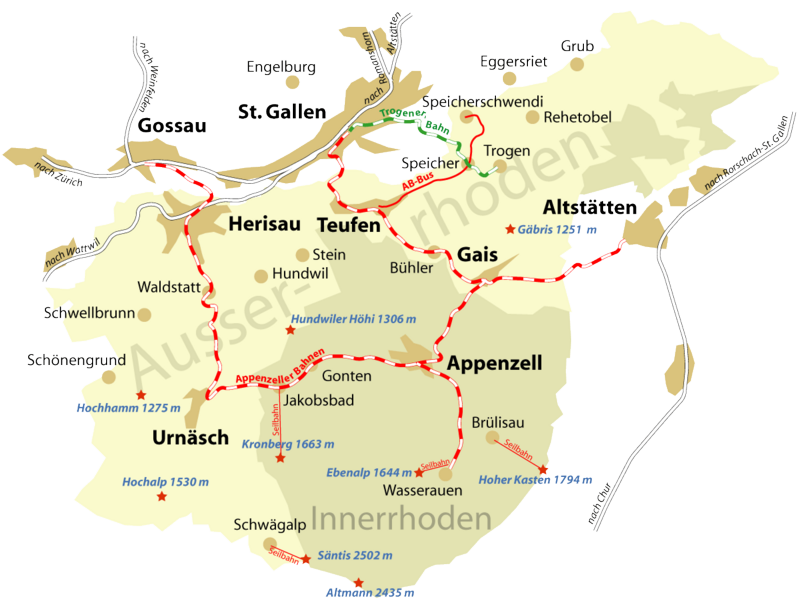
Koleje Appenzellskie

## Demografia
Językiem urzędowym kantonu jest język niemiecki. Są regiony gdzie mieszkańcy posługują się gwarą schwajcarską. Językami z najwyższym odsetkiem użytkowników są:
- język niemiecki – 91,2%,
- język serbsko-chorwacki – 2,3%,
- język włoski – 1,7%[1].

## Podział administracyjny
Kanton dzieli się na 20 gmin (Einwohnergemeinde):
| Herb         | Gmina        | Liczba mieszkańców (31 grudnia 2022) | Powierzchnia w km² |
| ------------ | ------------ | ------------------------------------ | ------------------ |
| Bühler       | Bühler       | 1841                                 | 5,60               |
| Gais         | Gais         | 3116                                 | 21,21              |
| Grub         | Grub         | 984                                  | 4,21               |
| Heiden       | Heiden       | 4225                                 | 7,48               |
| Herisau      | Herisau      | 15.744                               | 25,20              |
| Hundwil      | Hundwil      | 931                                  | 24,08              |
| Lutzenberg   | Lutzenberg   | 1312                                 | 2,25               |
| Rehetobel    | Rehetobel    | 1726                                 | 6,72               |
| Reute        | Reute        | 697                                  | 4,99               |
| Schönengrund | Schönengrund | 545                                  | 5,19               |
| Schwellbrunn | Schwellbrunn | 1561                                 | 17,42              |
| Speicher     | Speicher     | 4430                                 | 8,18               |
| Stein        | Stein        | 1437                                 | 9,36               |
| Teufen       | Teufen       | 6438                                 | 15,25              |
| Trogen       | Trogen       | 1845                                 | 10,03              |
| Urnäsch      | Urnäsch      | 2300                                 | 48,16              |
| Wald         | Wald         | 916                                  | 6,83               |
| Waldstatt    | Waldstatt    | 1849                                 | 6,75               |
| Walzenhausen | Walzenhausen | 1984                                 | 7,00               |
| Wolfhalden   | Wolfhalden   | 1880                                 | 6,93               |